# Exhibition Stadium
Il Canadian National Exhibition Stadium, più conosciuto semplicemente come Exhibition Stadium, è stato uno stadio utilizzato per le partite di baseball e football canadese a Toronto in Canada, rimpiazzato nel 1989 dallo SkyDome.
Ospitò tre incontri fra i Toronto Argonauts e squadre della NFL.
È stata la sede ufficiale dei Toronto Blue Jays per dodici anni, debuttando il 7 aprile 1977 con oltre quarantaquattromila spettatori presenti.
Lo stadio era stato concepito esclusivamente per il football, la gradinata con i posti a sedere, posta sul lato nord, venne costruita nel 1948 e conteneva 20 000 posti. Nel 1977 la tribuna è stata ulteriormente ampliata, costruendo una sezione riservata alla tribuna stampa e VIP.
I Blue Jays giocarono l'ultima partita 28 maggio 1989, prima del trasferimento definitivo allo SkyDome.
Lo stadio ha ospitato, inoltre, molti famosi concerti di cantanti, come: The Jacksons, Queen, Bruce Springsteen, David Bowie, Madonna, Level 42, U2, The Rolling Stones, Aerosmith, Paul McCartney e Pink Floyd.
Prima della demolizione, avvenuta il 31 maggio 1999, lo stadio venne utilizzato per eventi come concerti o esibizioni; al suo posto, è stato costruito un parcheggio.

## CFL-NFL
| Toronto 5 agosto 1959 | Toronto Argonauts | 26 – 55 | Chicago Cardinals | Exhibition Stadium |

| Toronto 3 agosto 1960 | Toronto Argonauts | 16 – 43 | Pittsburgh Steelers | Exhibition Stadium |

| Toronto 2 agosto 1961 | Toronto Argonauts | 7 – 36 | St. Louis Cardinals | Exhibition Stadium |